# Halszka Osmólska
Halszka Osmólska (1930 - 31 de març de 2008) fou una paleontòloga polonesa que es va especialitzar en els dinosaures de Mongòlia. Va ser membre de les expedicions polonesomongoleses de 1965 i 1970 al desert de Gobi, va descriure moltes troballes, sovint conjuntament amb Teresa Maryańska.

## Publicacions seleccionades
- H. Osmólska and E. Roniewicz (1970). Deinocheiridae, a new family of theropod dinosaurs. Palaeontologica Polonica 21:5-19.
- H. Osmólska, E. Roniewicz, and R. Barsbold (1972). A new dinosaur, Gallimimus bullatus n. gen., n. sp. (Ornithomimidae) from the Upper Cretaceous of Mongolia. Palaeontologia Polonica 27:103-143.
- H. Osmólska (1972). Preliminary note on a crocodilian from the Upper Cretaceous of Mongolia. Palaeontologia Polonica 27:43-47.
- T. Maryańska and H. Osmólska (1974). Pachycephalosauria, a new suborder of ornithischian dinosaurs. Palaeontologia Polonica 30:45-102.
- T. Maryańska and H. Osmólska (1975). Protoceratopsidae (Dinosauria) of Asia. Palaeontologica Polonica 33:133-181.
- H. Osmólska (1976). New light on the skull anatomy and systematic position of Oviraptor. Nature 262:683-684.
- H. Osmólska (1981). Coossified tarsometatarsi in theropod dinosaurs and their bearing on the problem of bird origins. Palaeontologica Polonica 42:79-95.
- T. Maryańska and H. Osmólska (1981). First lambeosaurine dinosaur from the Nemegt Formation, Upper Cretaceous, Mongolia. Acta Palaeontologica Polonica 26(3-1):243-255.
- T. Maryańska and H. Osmólska (1981). Cranial anatomy of Saurolophus angustirostris with comments on the Asian Hadrosauridae (Dinosauria). Palaeontologia Polonica 42:5-24.
- H. Osmólska (1982). Hulsanpes perlei n.g. n.sp. (Deinonychosauria, Saurischia, Dinosauria) from the Upper Cretaceous Barun Goyot Formation of Mongolia. Neues Jahrbuch für Geologie und Paläontologie Monatshefte 1982(7):440-448.
- A. Perle, T. Maryańska, and H. Osmólska (1982). Goyocephale lattimorei gen. et sp. n., a new flat-headed pachycephalosaur (Ornithischia, Dinosauria) from the Upper Cretaceous of Mongolia. Acta Palaeontologica Polonica 27(1-4):115-127.
- T. Maryańska and H. Osmólska (1984). Postcranial anatomy of Saurolophus angustirostris with comments on other hadrosaurs. Palaeontologia Polonica 46:119-141.
- T. Maryańska and H. Osmólska (1985). On ornithischian phylogeny. Acta Palaeontologica Polonica 30(3-4):137-149.
- H. Osmólska (1987). Borogovia gracilicrus gen. et sp. n., a new troodontid dinosaur from the Late Cretaceous of Mongolia. Acta Palaeontologica Polonica 32(1-2):133-150.
- R. Barsbold, H. Osmólska, i S.M. Kurzànov (1987). On a new troodontid (Dinosauria, Theropoda) from the Early Cretaceous of Mongolia. Acta Palaeontologica Polonica 32(1-2):121-132.
- S. M. Kurzànov i H. Osmólska (1991). Tochisaurus nemegtensis gen. et sp. n., a new troodontid dinosaur (Dinosauria, Theropoda) from Mongolia. Acta Palaeontologica Polonica 36(1):69-76.
- H. Osmólska (1996). An unusual theropod dinosaur from the Late Cretaceous Nemegt Formation of Mongolia. Acta Palaeontologica Polonica 41(1):1-38.
- R. Barsbold and H. Osmólska (1999). The skull of Velociraptor (Theropoda) from the Late Cretaceous of Mongolia. Acta Palaeontologica Polonica 44(2):189-219.
- R. Barsbold, H. Osmólska, M. Watabe, P.J. Currie, and K. Tsogtbaatar (2000). A new oviraptorosaur (Dinosauria, Theropoda) from Mongolia: the first dinosaur with a pygostyle. Acta Palaeontologica Polonica 45(2):97-106.
- T. Maryańska, H. Osmólska, and M. Wolsan (2002). Avialan status for Oviraptorosauria. Acta Palaeontologica Polonica 47(1):97-116.
- H. Osmólska, P.J. Currie, and R. Barsbold (2004). Oviraptorosauria. In: D.B. Weishampel, P. Dodson, and H. Osmólska (eds.), The Dinosauria (segona edició). University of California Press, Berkeley 165-183.